# Lampona kapalga
Lampona kapalga is een spinnensoort uit de familie Lamponidae. De soort komt voor in het Noordelijk Territorium en Queensland.